# إيملين جونز
إيملين جونز (بالإنجليزية: Emlyn Jones)‏ هو مدرب كرة قدم ولاعب كرة قدم بريطاني، (ولد في Merthyr Tydfil ‏ في المملكة المتحدة 1907  م). لعب مع نادي إيفرتون ونادي بارو ونادي ساوثيند يونايتد.